# 1302
1302 (MCCCII) a fost un an obișnuit al calendarului iulian, care a început într-o zi de miercuri.

## Evenimente

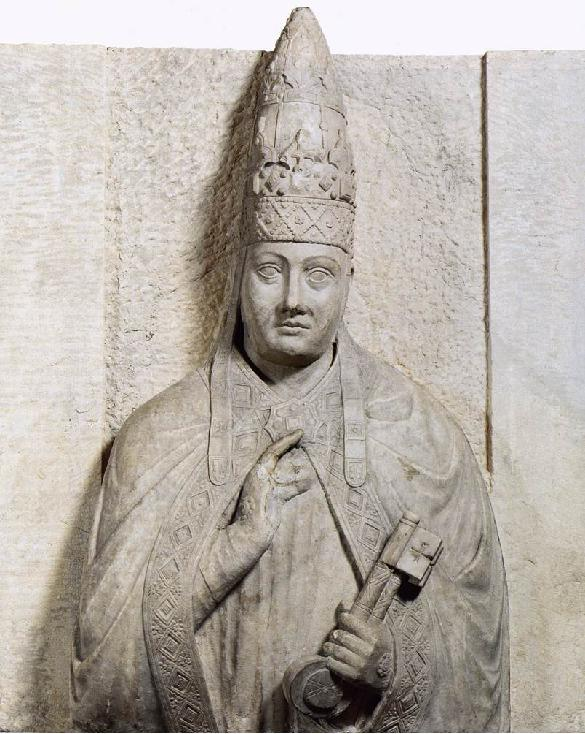
Papa Bonifaciu al VIII-lea

- 27 ianuarie: Dante Alighieri este exilat de către papă la Verona.
- 11 februarie: Regele Filip cel Frumos al Franței ordonă arderea în public a bulei papale Ausculta filii.
- 4 aprilie: Carol de Valois părăsește Florența, pentru a se îndrepta spre Sicilia.
- 10 aprilie: Statele Generale din Franța se întrunesc pentru prima dată, la Notre-Dame din Paris și aprobă politica lui Filip cel Frumos împotriva papei Bonifaciu al VIII-lea.
- 18 mai: "Diminețile din Bruges": măcelul garnizoanei franceze din Bruges, de către milițiile locale flamande, conduse de țesătorul Pierre de Coninck.
- 11 iulie: Bătălia de la Courtrai ("Bătălia pintenilor de aur"). Flamanzii obțin o mare victorie asupra cavaleriei francezilor; contele Robert al II-lea de Artois cade în luptă.
- 27 iulie: Bătălia de la Bapheus. A avut loc între armata otomană condusă de Osman I și cea bizantină a lui George Mouzalon, încheiată cu victoria otomană.
- 19 august: Tratatul de la Caltabellotta. Regele Carol al II-lea al Neapolelui și regele Frederic al III-lea al Siciliei; se pune capăt "Războiului Vecerniilor Siciliene".
- 4 octombrie: Tratat comercial încheiat între Veneția și Imperiul bizantin.
- 18 noiembrie: Papa Bonifaciu al VIII-lea promulgă bula Unam Sanctam, prin care revendică supremația papală asupra autorității politice. Filip cel Frumos replică prin declararea papei ca schismatic și eretic și face apel la un conciliu general.

### Nedatate
- Castilienii ocupă portul Algerului.
- Euskirchen devine oraș prin hotărârea lui Walram al VIII-lea (1277-1302) de Monschau-Falkenburg.
- Farul din Pharos, de la Alexandria, este distrus parțial de un cutremur de pământ.
- Flavio Gioia din Amalfi realizează prima busolă completă.
- Matteo Visconti, conducătorul ghibelinilor din Milano, este alungat din oraș de către membrii familiei Della Torre.
- Orașul Jicin din Boemia primește charta de recunoaștere.
- Papa Bonifaciu al VIII-lea suprimă Ordinul franciscan.
- Regele Robert I al Scoției se reconciliază cu regele Eduard I al Angliei.
- Regele Filip cel Frumos confiscă proprietățile evreiești.
- Revenirea filosofului Duns Scott la Paris.
- Roger de Flor întemeiază Compania catalană, pe baza soldaților rămași fără lucru în urma tratatului de la Caltabellotta.
- Trupele generalului Malik Kafur, aflate sub ordinele sultanului de Delhi, ating capul Comorin din sudul Indiei.

## Nașteri
- 7 decembrie: Azzone Visconti, viitor senior de Milano (d. 1339)
- Ahmad ibn Naqib al-Misri, om de știință egiptean (d. 1367)

## Decese
- 11 iulie: Pierre Flotte, om politic și legist francez (n. ?)
- 29 decembrie: Wislaw al II-lea, principe de Rügen (n. ?)

- Al-Hakim, sultan de Cairo (n. ?)
- Cimabue (Giovani Cimabue), 61 ani, pictor florentin (n. 1240)
- Godfrey Giffard, 66 ani, episcop și om politic englez (n.c. 1235)
- Henric al III-lea, conte de Bar (n. ?)
- Henry I de Mecklenburg, lord de Mecklenburg (n.c. 1230)
- Hu Sansheng, 71 ani, istoric chinez (n. 1230)
- Muhammed II al-Faqih, 66 ani, sultan de Granada (n. 1235)